# Combat d'Altafulla
El Combat d'Altafulla fou una acció bèl·lica que va tenir lloc el 24 de gener de 1812 durant la Guerra del Francès en què els exèrcits bonapartistes venceren la improvisada host espanyola.

## Antecedents
El baró d'Eroles va emboscar un batalló francès al Coll de Balaguer el 18 de gener de 1812, quan 4.000 soldats espanyols, inclosos 250 de cavalleria i dos canons, van capturar un batalló del 121è Regiment d'infanteria de la Línia. De les 850 tropes, només el governador de la fortalesa de Tortosa, el general de la brigada Jacques Mathurin Lafosse i 22 dragons van escapar de la trampa, i l'endemà foren atacats a Vila-seca quan es dirigien a Tarragona.
El general Decaen, successor de Macdonald com a Governador General de Catalunya, al saber que el Primer Exèrcit, comandat pel baró d'Eroles, tenia bloquejada Tarragona, envià al general Lamarque amb una divisió, que juntament amb una la divisió de 8.000 homes del general Maurice Mathieu formada per sis batallons francesos i dos alemanys que havia sortit de Barcelona i el 22 de gener varen ocupar Vilafranca del Penedès. Eroles va atacar el que creia que era un batalló enemic a Altafulla.

## Batalla
El baró d'Eroles aixecà el bloqueig de Tarragona i es va adreçar al nord, ocupant posicions als voltants d'Altafulla, i allà esperà a les columnes franceses, que es presentaren el 24 de gener. El centre de les tropes espanyoles es trobava en posició centrada sobre el Camí Reial, en el punt que aquest creua el riu Gaià. Situà la seva artilleria directament davant del pont, i la reserva a les altures del Castell de Tamarit. El pla inicial del general Lacy, Capità General de Catalunya, era fer que les tropes baró continguessin als francesos i esperessin l'arribada del general Sarsfield per la rereguarda francesa.
El Primer Exèrcit es va mantenir sobre el terreny durant un temps, tanmateix, creient Eroles que podia ser encerclat per la columna de Lamarque que maniobrava per la seva esquerra per flanquejar-los, i les tropes que, pensava, havien sortit de Tarragona i s'adreçaven a Altafulla, es va retirar cap a Igualada, assenyalant com a punt de reunió a les tropes que fugien el monestir de Santes Creus. Aquest moviment es va saldar amb nombroses pèrdues en les dues companyies del batalló de caçadors de Catalunya que destinà a cobrir la retirada i contenir a l'enemic.

## Conseqüències
A costa d'unes quantes víctimes de víctimes, els francesos van aixafar la força espanyola més nombrosa, provocant una pèrdua de 2.000 morts, ferits i capturats a més d'agafar els dos canons. La principal conseqüència d'aquesta desfeta fou el canvi del curs de la guerra al Principat, ja que des d'aleshores l'exèrcit regular espanyol defugí les grans accions en camp obert, i fins al començament del 1813 les seves operacions militars tingueren un caire gairebé exclusivament guerriller i poc coordinades. Des de llavors els francesos van dominar Catalunya.
Durant l'acció d'Altafulla la guarnició francesa de Tarragona va fer una sortida, i adreçant-se a Reus va destruir alguns magatzems establerts pels anglesos, i va cremar tots els efectes allà emmagatzemats per al setge. Dos dies més el general Musnier va entrar amb un comboi a Tarragona, procedent de Tortosa.